# Dove Elbe

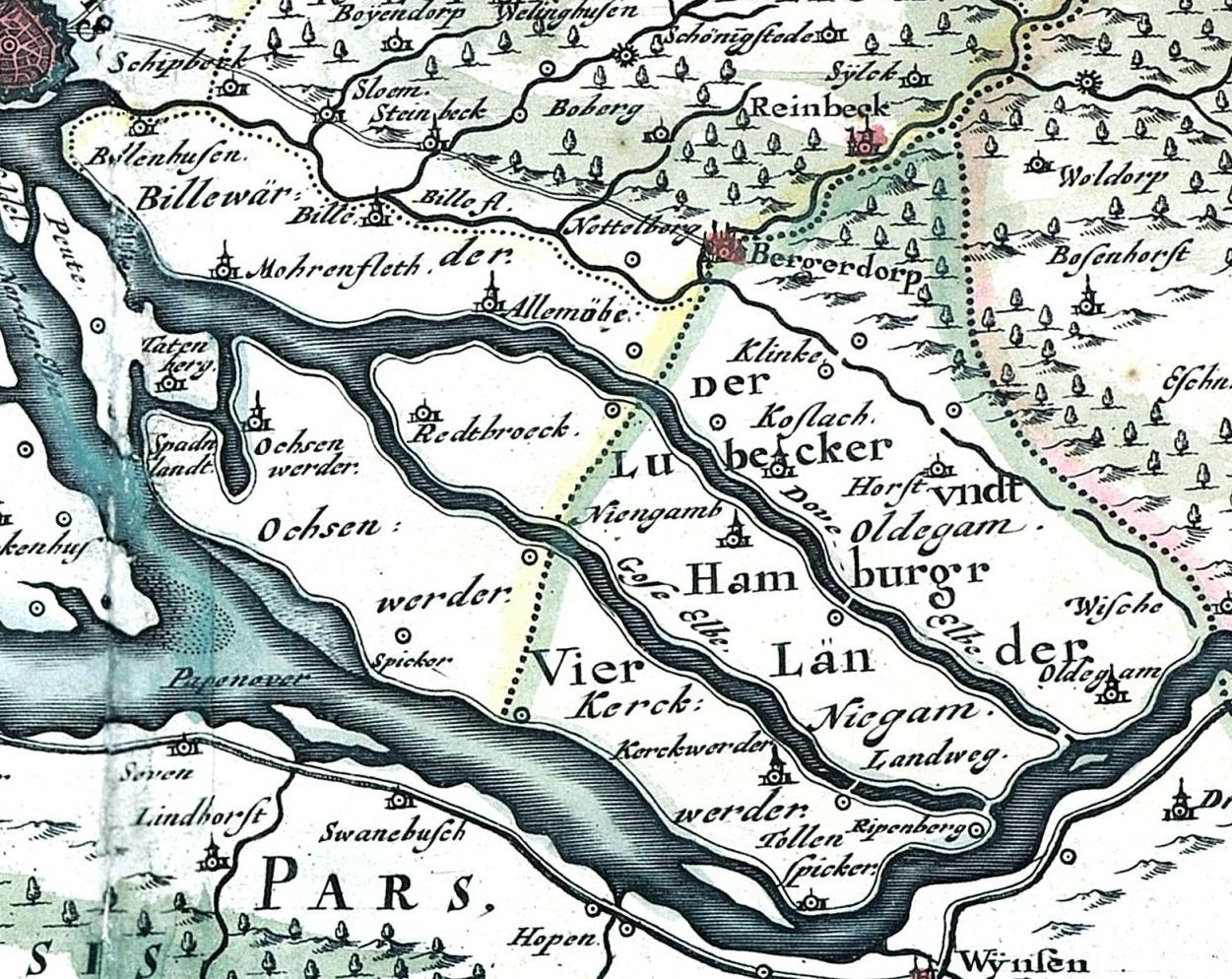
Dove Elbe auf einer Karte von 1650

Die Dove Elbe (von niederdeutsch dov „taub“) ist ein 18 Kilometer langer Nebenarm der Elbe im Südosten Hamburgs.

## Geschichte und Verlauf
Die Dove Elbe wurde 1437/1438 am Gammer Ort durch einen Verbindungsdeich zwischen den Inseln Altengamme und Neuengamme vom Hauptstrom der Unterelbe abgetrennt, um das Fahrwasser des Hamburger Hafens zu verbessern. Sie beginnt heute kurz hinter dem Deich als schmaler Graben und verläuft zunächst in nordwestlicher Richtung durch die Hamburger Vierlande.
Vor der Neuengammer Blauen Brücke geht links der Neuengammer Stichkanal ab. Von 1940 bis 1942 mussten Häftlinge des Konzentrationslagers Neuengamme diesen Kanal graben und die Dove Elbe ab hier verbreitern. Auf dem so geschaffenen Wasserweg sollten die im Klinkerwerk des Lagers hergestellten Ziegelsteine mit Schuten nach Hamburg transportiert werden.
Ab Curslack ist die Dove Elbe mit größeren Sportbooten befahrbar. Kurz dahinter mündet der Neuengammer Durchstich von links ein, der eine – allerdings nur mit Kanus befahrbare – Verbindung zur Gose Elbe bildet.
Hinter der Dove-Elbe-Schleuse, die nur noch als Hochwassersperrtor fungiert und im Normalfall geöffnet ist, mündet von rechts der nach Bergedorf führende Schleusengraben ein, der Wasser aus der nördlich verlaufenden Bille führt. Der Schleusengraben wurde 1443 gezogen, um über die Dove Elbe die direkt vor Hamburg liegenden Elbarme wieder mit mehr Wasser zu versorgen. Der Schleusengraben und damit das Stadtzentrum von Bergedorf sind über die Krapphofschleuse befahrbar. Kanus können eine östlich davon unter einer Straßenbrücke befindliche Bootsschleppe nutzen. Die Dove Elbe fließt dann weiter in westlicher Richtung durch die Hamburger Marschlande und trennt dabei das Gebiet von Allermöhe von der am Südufer gelegenen Insel Reitbrook.
Zwischen der Nordwestspitze Reitbrooks mit dem Naturschutzgebiet Die Reit und Ochsenwerder mündet von Süden die Gose Elbe, ein weiterer Altarm der Elbe, ein. Die Dove Elbe ist vor und hinter der Mündung zu einem langgestreckten See verbreitert; er ist als Regattastrecke für den Ruder- und Kanusport ausgewiesen (siehe Wassersportzentrum Hamburg-Allermöhe). Unmittelbar nördlich davon liegt der Eichbaumsee, ein Baggersee, der beim Bau der A 25 entstand und im Sommer als Badesee beliebt war. Seit 2007 ist dort das Baden aufgrund giftiger Blaualgen verboten.

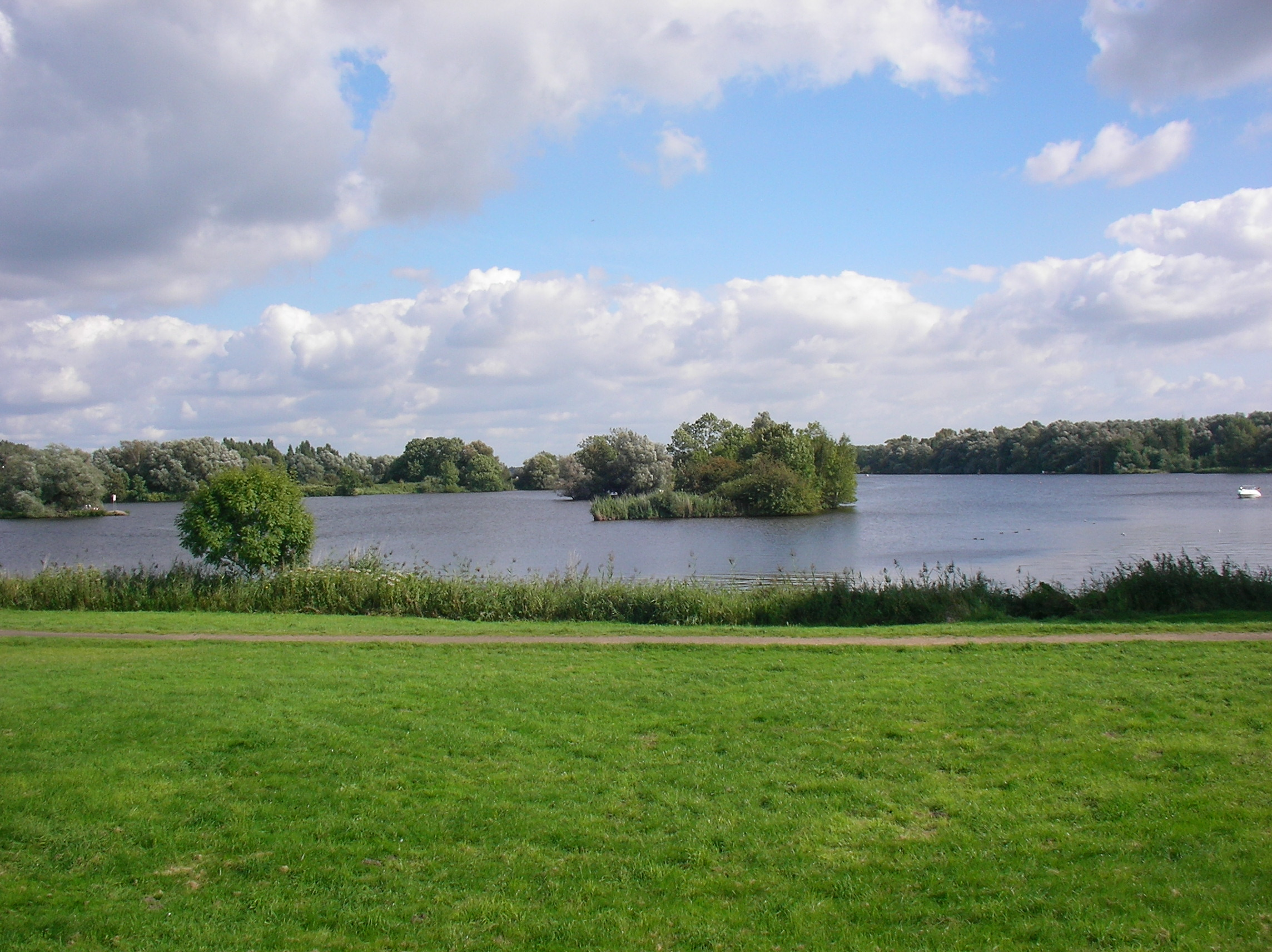
Die Dove Elbe in Höhe der Tatenberger Bucht

An der Tatenberger Bucht knickt die Dove Elbe nach Norden ab und umfließt die frühere Insel Tatenberg in einem weiten Bogen. Vor deren Eindeichung verlief nach Südwesten hin zwischen Ochsenwerder sowie Tatenberg und Spadenland ein weiterer Seitenarm der Elbe, der bei Moorwerder wieder auf den Hauptstrom im Süden traf.
Hinter der Tatenberger Schleuse fließt die Dove Elbe seit 1579 mit der Norderelbe zusammen, die heute den nördlichen Hauptstrom der Elbe im Bereich Hamburgs bildet. Die Mündung und die Norderelbe selbst entstanden durch Durchtrennung der südlich davon gelegenen Insel Spadenland (Spadenlander Durchstich) und die Abdeichung der eigentlich nach Westen weiterfließenden Doven Elbe. Auch durch diese wasserbauliche Maßnahme versuchte Hamburg, seinen aufstrebenden Hafen zu Lasten des an der seinerzeit wasserreicheren Süderelbe gelegenen Harburg mit Wasser zu versorgen.

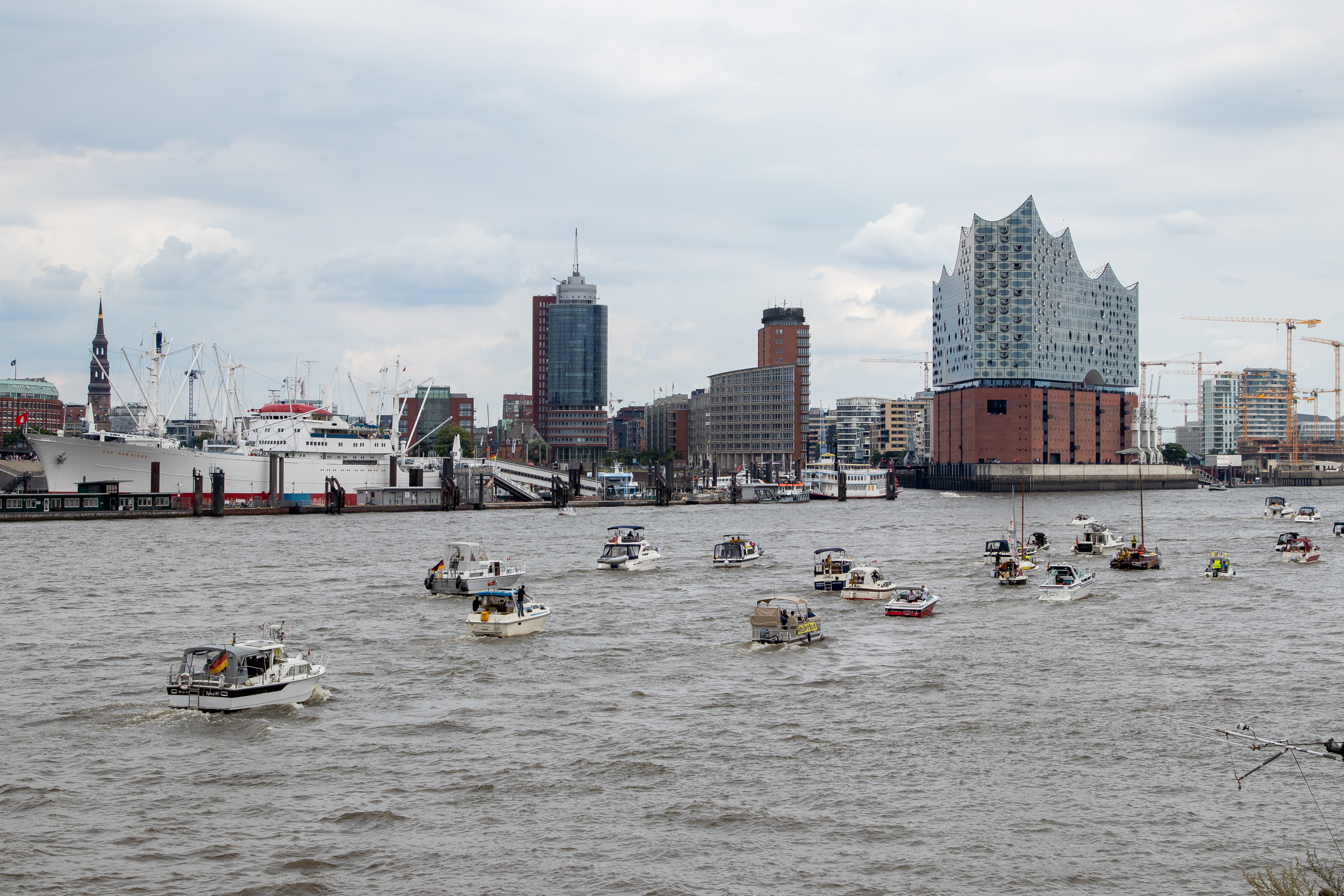
Schiffsdemonstration „Dove Elbe retten“ vor der Elbphilharmonie am 25. Juli 2020

Es gab Überlegungen, die Dove Elbe an der Tatenberger Schleuse zu öffnen und an das Tide-Geschehen der Norderelbe anzuschließen. Bei einem geplanten Tidenhub von etwa zwei Metern wäre die Dove Elbe zweimal täglich streckenweise trocken gefallen. Vorangetrieben wurden diese Planungen durch das 2016 gegründete Forum Tideelbe, das nach Ausgleichsmaßnahmen für Probleme sucht, die sich durch jahrzehntelange Wasserbaumaßnahmen in der Unterelbe ergeben haben, wie stark angestiegener Tidenhub, erhöhte Fließgeschwindigkeit und Sedimentablagerung im Hamburger Hafen. Es war umstritten, ob diese Öffnung der Doven Elbe unter Aspekten des Naturschutzes oder der Naherholung vorteilhaft gewirkt hätte oder nicht. Zuletzt protestierten am 25. Juli 2020 Gegner der Öffnung auf rund 100 Booten vor den St. Pauli-Landungsbrücken. Im Dezember 2020 beschloss der Umweltausschuss der Bürgerschaft, den Plan zur Öffnung fallen zu lassen.

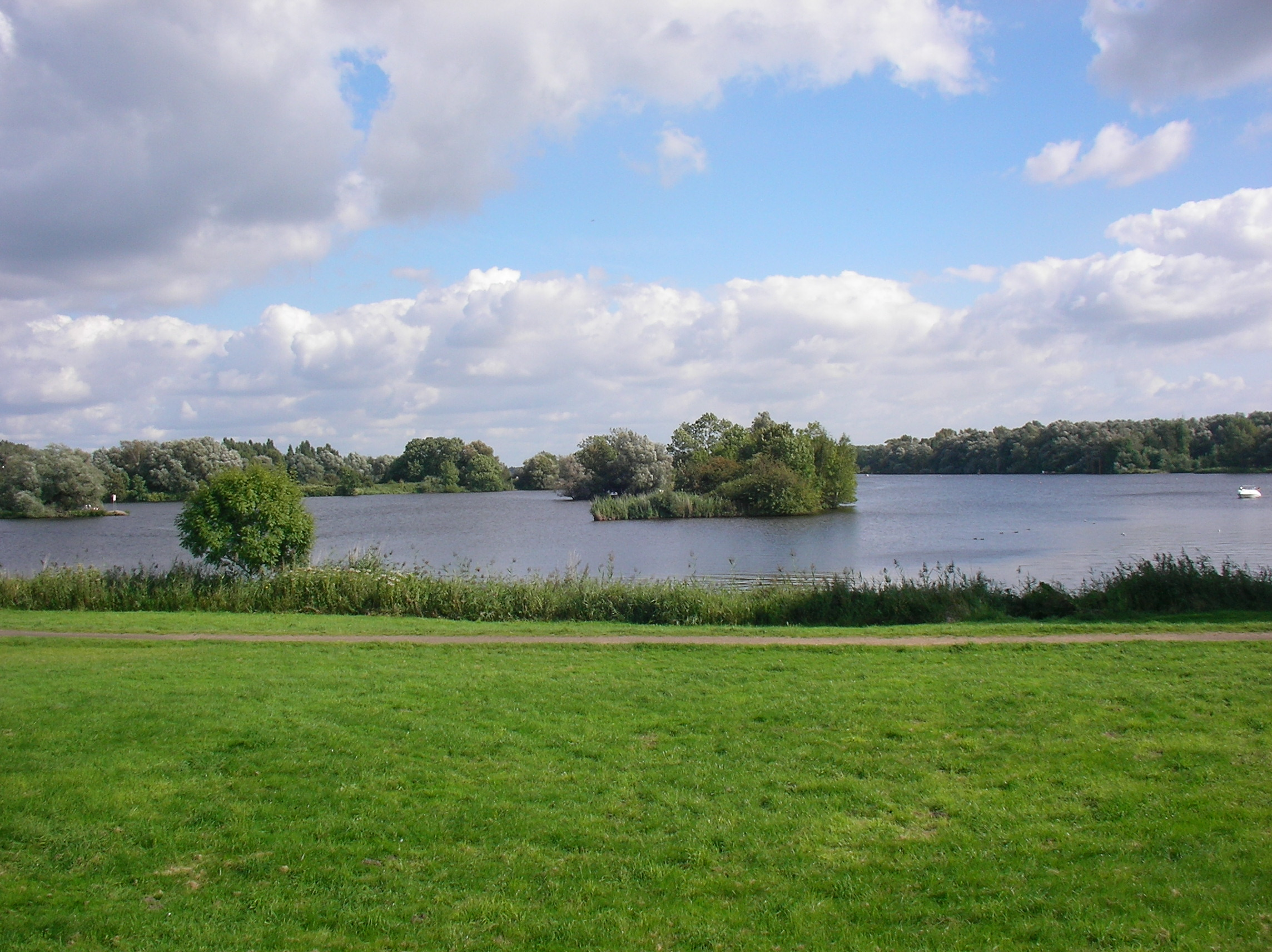
Tatenberger Bucht
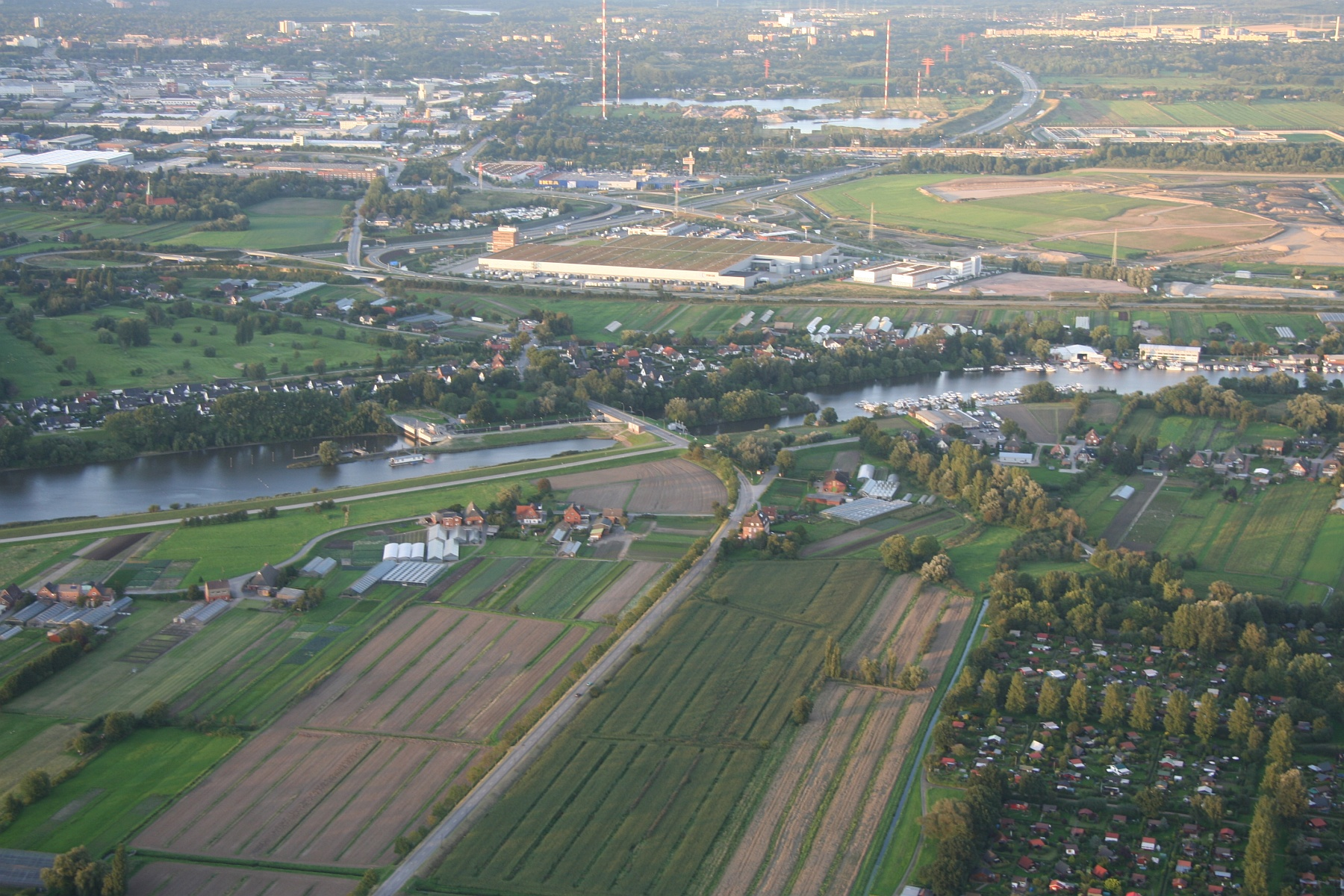
Luftaufnahme der Tatenberger Schleuse
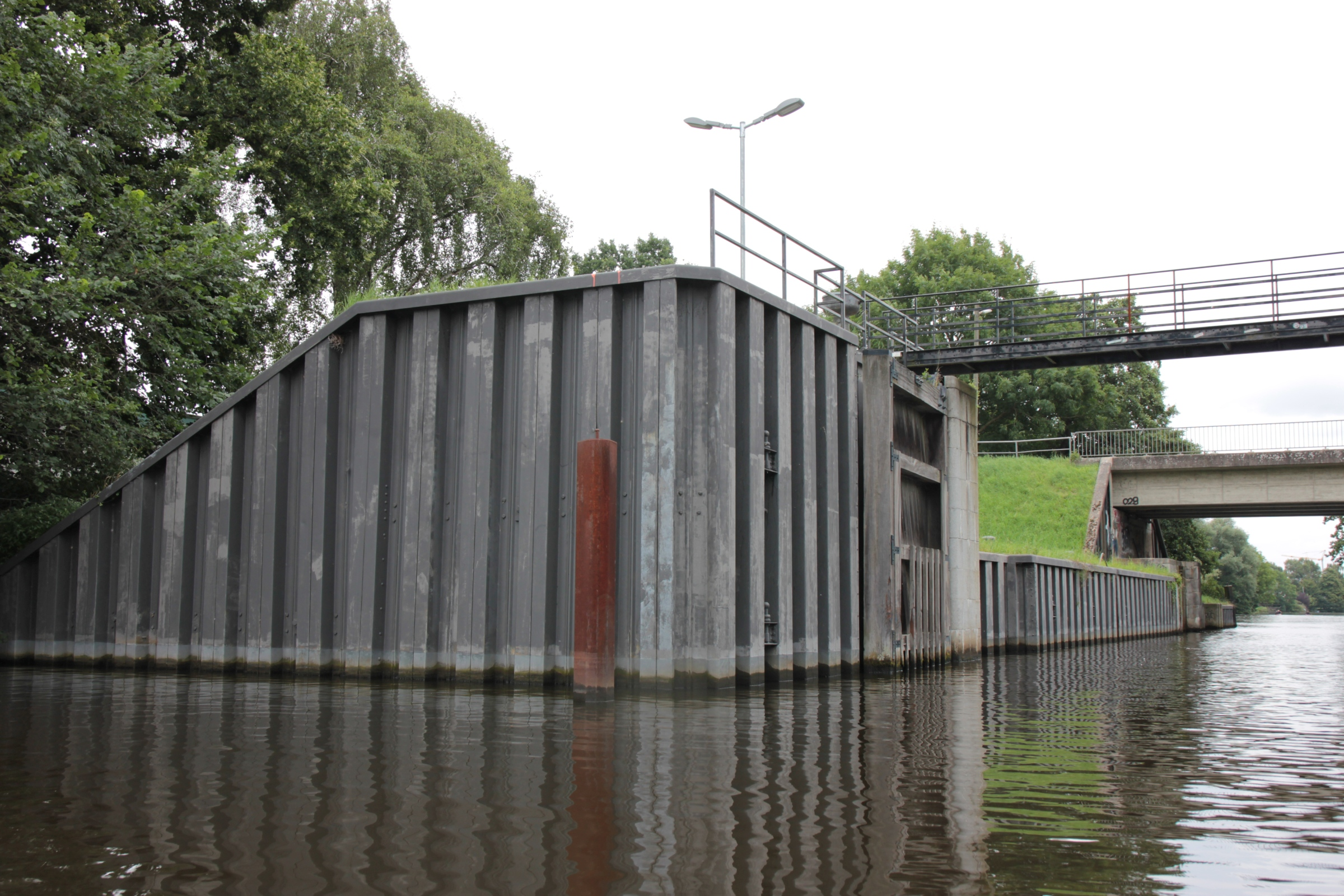
Dove-Elbe-Schleuse

### Wilhelmsburger Dove Elbe

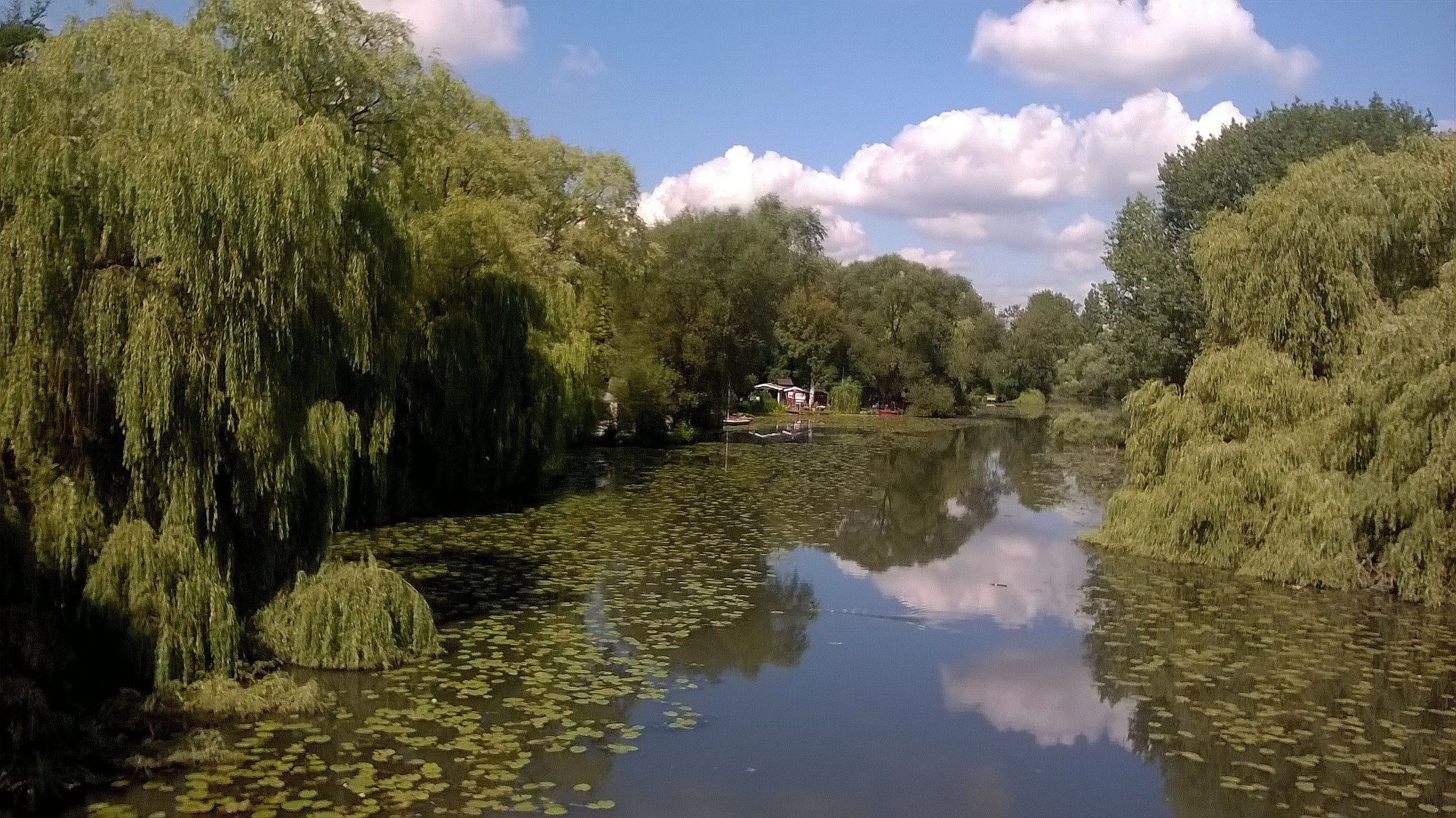
Wilhelmsburger Dove Elbe

Hinter dem Deich, der heute die Insel Wilhelmsburg nach Osten begrenzt, setzt sich der ursprüngliche Verlauf der Doven Elbe in westlicher Richtung zunächst im Georgswerder Schleusengraben fort und geht ab der Kirchdorfer Straße unter der Bezeichnung Dove Wettern und Wilhelmsburger Dove Elbe weiter; diese trennt die ehemaligen Inseln Georgswerder im Norden und Stillhorn im Süden. Die Wilhelmsburger Dove Elbe fließt über den Ernst-August-Kanal in den Reiherstieg ab, einen in Süd-Nord-Richtung verlaufenden Wasserweg im Bereich des Hamburger Hafens, der seinerseits gegenüber dem Baumwall in die Norderelbe mündet.
Die Strömung der Doven Elbe ist schwach, da sie kein nennenswertes Gefälle hat. Ihr Wasser ist von guter Qualität.

## Fischfauna
Die Dove Elbe, ein ähnlich wie die Gose Elbe stark verkrautetes und mit dichten Teppichen von Teichrosen bestandenes Altgewässer, ist von der Krapphofschleuse bis zur Mündung in die Elbe ein Pachtgewässer des Angelsport-Verbandes Hamburg e. V. Sie gehört zu den sogenannten Hamburger Verbandsgewässern, in denen Mitglieder der an den Verband angeschlossenen Angelvereine den Angelsport ausüben können. Von der Fischereinutzung ausgenommen ist das Naturschutzgebiet Hohe Reit. Folgende Fischarten lassen sich in dem 15 Kilometer langen Fließgewässer beangeln: Karpfen, Schleien, Rotaugen, Rotfedern, Alande, Brachsen, Hechte, Zander, Rapfen, Flussbarsche und  Aale. Das Anfüttern von Friedfischen ist aus Gründen der Gewässereutrophierung untersagt.

## Sprachliches
Der Flussname wird gelegentlich auch mit Bindestrich (Dove-Elbe) geschrieben, da im Hochdeutschen der adjektivische Gebrauch von „dov“ nicht unmittelbar erkennbar ist. Auch ist strittig, ob der Flussname zu deklinieren sei (vergleiche Strömung der Dove Elbe, aber Strömung der Schwarzen Elbe).